# Jan Hroch
Jan Hroch (* 14. února 1938) je bývalý český hokejový útočník.

## Hokejová kariéra
V československé lize hrál za CHZ Litvínov a Duklu Jihlava. Odehrál 7 ligových sezón, nastoupil ve 145 ligových utkáních a dal 26 ligových gólů.

## Klubové statistiky
| Sezona    | Klub               | Soutěž  | Základní část | Základní část | Základní část | Základní část | Základní část |
| Sezona    | Klub               | Soutěž  | Z             | G             | A             | B             | TM            |
| --------- | ------------------ | ------- | ------------- | ------------- | ------------- | ------------- | ------------- |
| 1957/1958 | Dukla Jihlava      | 1. liga | 12            | 1             | 0             | 1             | -             |
| 1960/1961 | Jiskra SZ Litvínov | 1. liga | 18            | 3             | 6             | 9             | -             |
| 1961/1962 | Jiskra SZ Litvínov | 1. liga | 18            | 1             | 6             | 7             | -             |
| 1962/1963 | CHZ Litvínov       | 1. liga | 28            | 8             | -             | -             | -             |
| 1963/1964 | CHZ Litvínov       | 1. liga | 29            | 7             | -             | -             | -             |
| 1964/1965 | CHZ Litvínov       | 1. liga | 15            | 1             | -             | -             | -             |
| 1965/1966 | CHZ Litvínov       | 1. liga | 25            | 5             | 5             | 10            | -             |